# Михайловка (Лиманский район)
Михайловка — село в Лиманском районе Астраханской области России, административный центр и единственный населённый пункт Михайловского сельсовета.
Основано в 1845 году как село Михайловское.
Население — 1122 (2017).

## История
Основано в 1845 году на Линейном тракте при Зензелинском ерике переселенцами из сёл Пришиб и Никольское Енотаевского уезда Астраханской губернии. В 1850 году построена часовня Михаила Архангела. В 1859 году согласно Списку населённых мест Астраханской губернии в селе Михайловском (Зензели) имелся 51 двор, проживало 176 душ мужского и 189 женского пола.
В 1909 году построена церковь на каменном фундаменте. В 1913 году в Михайловке насчитывалось 149 дворов, где проживало 1000 православных жителей (528 муж. и 472 жен.).
Постановлением Президиума ВЦИК 9 мая 1927 года Михайловский сельский совет Бюречекосинского района Астраханской губернии в целях преодоления чересполосицы был передан в состав Яндыко-Мочажного улуса Калмыцкой автономной области. В 1931 году организован колхоз «Большевик». С 1935 года — село в составе Долбанского улуса Калмыцкой АССР. 28 декабря 1943 года калмыцкое население было депортировано. Село Михайловка, как и другие населённые пункты Долбанского улуса Калмыцкой АССР, было включено в состав Астраханской области.
В 1951 году колхоз «Большевик» был объединён с колхозом имени Шмидта села Зензели. В результате объединения был образован колхоз имени Шмидта с центральной усадьбой в селе Михайловка.

## Общая физико-географическая характеристика
Село расположено на западе Лиманского района, в пределах Западной ильменно-бугровой равнины, являющейся частью Прикаспийской низменности, на высоте 24 метра ниже уровня мирового океана, при Зензелинском ерике. Особенностью местности является распространение вытянутых в субширотном направлении так называемых бэровскими буграми. Понижения между буграми заняты ильменями, ериками и солончаками.  Почвенный покров комплексный: на буграх Бэра распространены бурые полупустынные почвы, в межбугровых понижениях ильменно-болотные и ильменно-луговые почвы.
По автомобильной дороге расстояние до областного центра города Астрахани составляет 120 км, до районного центра посёлка городского типа Лиман — 21 км.
Климат
Климат резко-континентальный, крайне засушливый (согласно классификации климатов Кёппена-Гейгера — Bsk). Среднегодовая температура воздуха положительная и составляет + 10,4 °C, средняя температура самого холодного месяца января - 4,9 °C, самого жаркого месяца июля + 25,2 °C. Расчётная многолетняя норма осадков — 233 мм. Наименьшее количество осадков выпадает в феврале (12 мм), наибольшее в июне (28 мм)
Часовой пояс
Михайловка, как и вся Астраханская область, находится в часовой зоне МСК+1. Смещение применяемого времени относительно UTC составляет +4:00.

## Население
| 1859 | 1897 | 1900 | 1913 | 1914 |
| ---- | ---- | ---- | ---- | ---- |
| 365  | 685  | 881  | 1000 | 1254 |

| 2002  | 2010  | 2012  | 2013  | 2014  | 2015  | 2016  |
| ----- | ----- | ----- | ----- | ----- | ----- | ----- |
| 1331  | ↘1165 | ↗1172 | ↘1144 | ↘1130 | ↗1140 | ↗1154 |
| 2017  |       |       |       |       |       |       |
| ↘1122 |       |       |       |       |       |       |

Национальный состав
Согласно результатам переписи 2002 года большинство населения посёлка составляли русские (78 %). Также значительную долю населения составляю калмыки — 11 %. На долю других этносов (чеченцы, аварцы, казахи, татары и др.) суммарно приходится 6 % населения.